# Нико и пътят към звездите
„Нико и пътят към звездите“ (на фински: Niko – Lentäjän poika; на английски: Niko & The Way to the Stars/The Flight Before Christmas) е коледна компютърна анимация от 2008 г. на режисьора Майкъл Хегнер и Кари Юуусонен. Филмът е международна копродукция между Финландия, Дания, Германия и Ирландия. Премиерата му е на 1 ноември 2008 г. Продължението – „Нико 2: Малко братче - големи проблеми“ излиза през октомври 2012 г.

## В България
В България филмът излиза по кината на 27 април 2012 г. от „Про Филмс“.

### Нахсинхронен дублаж
| Роля         | Изпълнител       |
| ------------ | ---------------- |
| Нико         | Живко Станев     |
| Джулиъс      | Петър Върбанов   |
| Уилма        | Милица Гладнишка |
| Черният вълк | Георги Иванов    |
| Дядо Коледа  | Георги Иванов    |
| Смайли       | Стефан Стефанов  |
| Дядо         | Стефан Стефанов  |
| Спекс        | Георги Стоянов   |
| Еси          | Вилма Стоянова   |
| Уна          | Светлана Смолева |
| Водач        | Ненчо Балабанов  |

| Обработка           | студио „Про Филмс“ |
| ------------------- | ------------------ |
| Превод и адаптация  | Николина Петрова   |
| Тонрежисьор         | Димитър Русев      |
| Режисьор на дублажа | Иванка Йонкова     |